# Collegio di Newcastle upon Tyne East
Newcastle upon Tyne East è stato un collegio elettorale situato nel Tyne and Wear, nel Nord Est dell'Inghilterra, e rappresentato alla Camera dei comuni del Parlamento del Regno Unito. Eleggeva un membro del parlamento con il sistema first-past-the-post, ossia maggioritario a turno unico; il collegio è stato abolito in occasione della revisione periodica del 2024.

## Estensione
- 1918–1950: i ward del County Borough of Newcastle di Byker, St Anthony's, St Lawrence e Walker.
- 1950–1983: i ward del County Borough of Newcastle di Dene, Heaton, St Lawrence, Walker e Walkergate.
- 1983–1997: i ward della Città di Newcastle di Byker, Dene, Heaton, Monkchester, Sandyford, Walker e Walkergate.
- 2010-2024: i ward della Città di Newcastle di Byker, Dene, North Heaton, North Jesmond, Ouseburn, South Heaton, South Jesmond, Walker e Walkergate.

## Membri del parlamento
| Elezione | Elezione         | Deputato             | Partito            |                   |
| -------- | ---------------- | -------------------- | ------------------ | ----------------- |
|          | 1918             | Harry Barnes         | Liberale           |                   |
|          | 1922             | Joseph Nicholas Bell | Laburista          |                   |
| 1923 (S) | Arthur Henderson |                      | Laburista          |                   |
|          | 1923             | Robert Aske          | Liberale           |                   |
|          | 1924             | Martin Connolly      | Laburista          |                   |
|          | 1929             | Robert Aske          | Liberale           |                   |
|          | 1931             | Robert Aske          | Liberale Nazionale |                   |
|          | 1945             | Arthur Blenkinsop    | Laburista          |                   |
|          | 1959             | Fergus Montgomery    | Conservatore       |                   |
|          | 1964             | Geoffrey Rhodes      | Laburista          |                   |
| Ott 1974 | Mike Thomas      |                      | Laburista          |                   |
|          | Mike Thomas      | 1981                 | Social Democratico |                   |
|          | 1983             | Nick Brown           | Laburista          |                   |
|          | 1997             | Collegio abolito     | Collegio abolito   | Collegio abolito  |
|          | 2010             | Collegio ricreato    | Collegio ricreato  | Collegio ricreato |
|          | 2010             | Nick Brown           | Laburista          |                   |
|          | 2024             | Collegio abolito     | Collegio abolito   |                   |

## Elezioni

### Elezioni negli anni 2010
| Partito                    | Partito                                | Candidato                  | Risultati 12 dicembre 2019 | Risultati 12 dicembre 2019 |
| Partito                    | Partito                                | Candidato                  | Voti                       | %                          |
| -------------------------- | -------------------------------------- | -------------------------- | -------------------------- | -------------------------- |
|                            | Laburista                              | Nick Brown                 | 26 049                     | 60,07                      |
|                            | Conservatore                           | Robin Gwynn                | 10 586                     | 24,41                      |
|                            | Lib Dem                                | Wendy Taylor               | 4 535                      | 10,46                      |
|                            | Verdi                                  | Nick Hartley               | 2 195                      | 5,06                       |
|                            |                                        |                            |                            |                            |
| Iscritti                   | Iscritti                               | Iscritti                   | 63 796                     | 100,00                     |
| ↳ Votanti (% su iscritti)  | ↳ Votanti (% su iscritti)              | ↳ Votanti (% su iscritti)  | 43 365                     | 67,97                      |
| ↳ Astenuti (% su iscritti) | ↳ Astenuti (% su iscritti)             | ↳ Astenuti (% su iscritti) | 20 431                     | 32,03                      |
|                            |                                        |                            |                            |                            |
|                            | Esito: collegio confermato a Laburista |                            |                            |                            |

| Partito                    | Partito                                | Candidato                  | Risultati 8 giugno 2017 | Risultati 8 giugno 2017 |
| Partito                    | Partito                                | Candidato                  | Voti                    | %                       |
| -------------------------- | -------------------------------------- | -------------------------- | ----------------------- | ----------------------- |
|                            | Laburista                              | Nick Brown                 | 28 127                  | 67,55                   |
|                            | Conservatore                           | Simon Kitchen              | 8 866                   | 21,29                   |
|                            | Lib Dem                                | Wendy Taylor               | 2 574                   | 6,18                    |
|                            | UKIP                                   | Anthony Sanderson          | 1 315                   | 3,16                    |
|                            | Verdi                                  | Alistair Ford              | 755                     | 1,81                    |
|                            |                                        |                            |                         |                         |
| Iscritti                   | Iscritti                               | Iscritti                   | 62 330                  | 100,00                  |
| ↳ Votanti (% su iscritti)  | ↳ Votanti (% su iscritti)              | ↳ Votanti (% su iscritti)  | 41 637                  | 66,80                   |
| ↳ Astenuti (% su iscritti) | ↳ Astenuti (% su iscritti)             | ↳ Astenuti (% su iscritti) | 20 693                  | 33,20                   |
|                            |                                        |                            |                         |                         |
|                            | Esito: collegio confermato a Laburista |                            |                         |                         |

| Partito                    | Partito                                | Candidato                  | Risultati 7 maggio 2015 | Risultati 7 maggio 2015 |
| Partito                    | Partito                                | Candidato                  | Voti                    | %                       |
| -------------------------- | -------------------------------------- | -------------------------- | ----------------------- | ----------------------- |
|                            | Laburista                              | Nick Brown                 | 19 378                  | 49,41                   |
|                            | Conservatore                           | Duncan Crute               | 6 884                   | 17,55                   |
|                            | UKIP                                   | David Robinson-Young       | 4 910                   | 12,52                   |
|                            | Lib Dem                                | Wendy Taylor               | 4 332                   | 11,04                   |
|                            | Verdi                                  | Andrew Gray                | 3 426                   | 8,73                    |
|                            | TUSC                                   | Paul Phillips              | 170                     | 0,43                    |
|                            | Comunista                              | Mollie Stevenson           | 122                     | 0,31                    |
|                            |                                        |                            |                         |                         |
| Iscritti                   | Iscritti                               | Iscritti                   | 74 143                  | 100,00                  |
| ↳ Votanti (% su iscritti)  | ↳ Votanti (% su iscritti)              | ↳ Votanti (% su iscritti)  | 39 222                  | 52,90                   |
| ↳ Astenuti (% su iscritti) | ↳ Astenuti (% su iscritti)             | ↳ Astenuti (% su iscritti) | 34 921                  | 47,10                   |
|                            |                                        |                            |                         |                         |
|                            | Esito: collegio confermato a Laburista |                            |                         |                         |

| Partito                    | Partito                                      | Candidato                  | Risultati 6 maggio 2010 | Risultati 6 maggio 2010 |
| Partito                    | Partito                                      | Candidato                  | Voti                    | %                       |
| -------------------------- | -------------------------------------------- | -------------------------- | ----------------------- | ----------------------- |
|                            | Laburista                                    | Nick Brown                 | 17 043                  | 45,04                   |
|                            | Lib Dem                                      | Wendy Taylor               | 12 590                  | 33,27                   |
|                            | Conservatore                                 | Dominic Llewellyn          | 6 068                   | 16,04                   |
|                            | BNP                                          | Alan Spence                | 1 342                   | 3,55                    |
|                            | Verdi                                        | Andrew Gray                | 620                     | 1,64                    |
|                            | Comunista                                    | Martin Levy                | 177                     | 0,47                    |
|                            |                                              |                            |                         |                         |
| Iscritti                   | Iscritti                                     | Iscritti                   | 64 463                  | 100,00                  |
| ↳ Votanti (% su iscritti)  | ↳ Votanti (% su iscritti)                    | ↳ Votanti (% su iscritti)  | 37 840                  | 58,70                   |
| ↳ Astenuti (% su iscritti) | ↳ Astenuti (% su iscritti)                   | ↳ Astenuti (% su iscritti) | 26 623                  | 41,30                   |
|                            |                                              |                            |                         |                         |
|                            | Esito: collegio a Laburista (nuovo collegio) |                            |                         |                         |

## Risultati dei referendum

### Referendum sulla permanenza del Regno Unito nell'Unione europea del 2016
|             | Collegio                 | Lasciare UE % | Rimanere in UE % |
| ----------- | ------------------------ | ------------- | ---------------- |
|             | Newcastle upon Tyne East | 41,1%         | 58,9%            |
|             | Inghilterra              | 53,3%         | 46,7%            |
| Regno Unito | 51,9%                    | 48,1%         |                  |